# Iván Ahumada
Iván Nicolás Ahumada Moyano (Rengo, Chile, 3 de enero de 2002) es un futbolista chileno que se desempeña como portero. Actualmente se encuentra en Deportes Quillón de la Tercera División A de Chile.

## Trayectoria
Desde pequeño, Iván estuvo a prueba en varios de los distintos clubes de la primera y segunda división profesional del futbol Chileno, O'Higgins, Curicó Unido, Audax Italiano y Deportes Recoleta no logrando debutar en ninguno sin embargo su persistencia le ah permitido seguir forjando su carrera.

### Deportes Linares
Ficharía por Linares para la temporada 2022 de la Tercera División A de Chile donde debutaría en la última fecha del campeonato frente a Provincial Ranco club al cual le taparia un penal finalizando el encuentro 3-0 a favor de linares, el club lograría una destacada participación en la cual no sólo tendría el ascenso sino que también saldría campeón de la Tercera A de Chile.

### Colchagua CD
Luego de salir campeón partiría al "Chagua" en donde lograría debutar en Copa Chile frente a Deportes Quillón por la fase de clasificación, en el partido de ida ganarían por 1-4 en el de vuelta empatarían a 0 clasificando a la siguiente ronda. En liga tendría una buena participación, altos y bajos en el club, al finalizar la temporada se iría.

### Imperial Unido
Para la temporada 2024 llegaría al recién ascendido Imperial Unido, en aquella temporada el club tendría una participación regularmente buena terminando a mitad de tabla, jugaría Copa Chile frente a Deportes Valdivia en donde saldrian victoriosos, en la ida ganarían 1-0 y en la vuelta empatarían a 0, al final de temporada se iría en condición de libre.

### Fernández Vial
En la temporada 2025 Ahumada debía Jugar en el cuadro "aurinegro" pero debido a problemas de la institución no pudo quedarse.

### Deportes Quillón
Ahumada será el nuevo refuerzo de Deportes Quillón para la temporada 2025.
Sería titular en su primer partido en la victoria por 3-0 frente a Municipal puente alto.

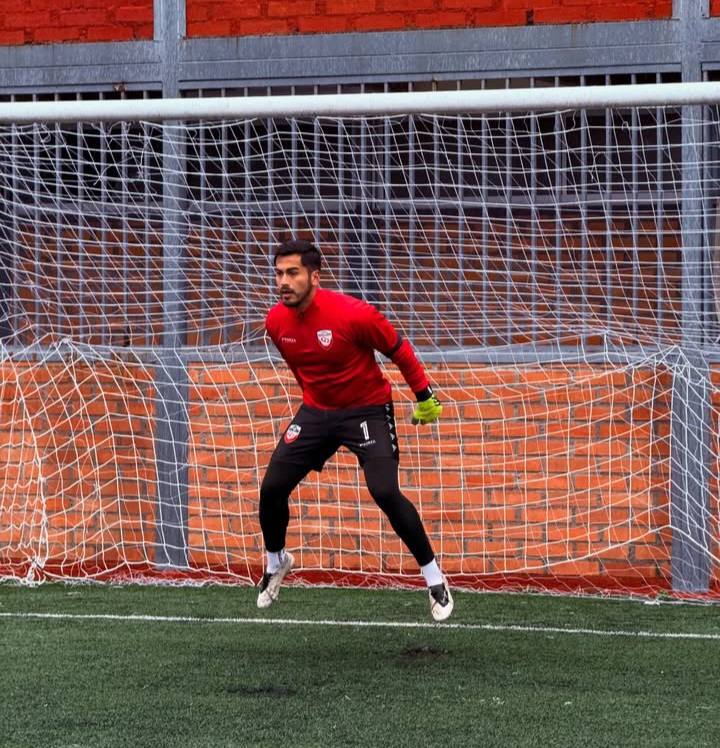
Iván Ahumada en Deportes Quillón.

## Clubes
| Club             | País  | Año           |
| ---------------- | ----- | ------------- |
| Deportes Linares | Chile | 2022          |
| Colchagua CD     | Chile | 2023          |
| Imperial Unido   | Chile | 2024          |
| Fernández Vial   | Chile | 2025*         |
| Deportes Quillón | Chile | 2025-presente |

- Por problemas de la institución Iván no pudo concretarse en el club, por ende tuvo que irse antes de tiempo.

## Estadísticas
| Club                                        | Div.          | Temporada     | Liga  | Liga  | Copas Nacionales | Copas Nacionales | Torneos Internacionales | Torneos Internacionales | Total(3) | Total(3) |
| Club                                        | Div.          | Temporada     | Part. | Goles | Part.            | Goles            | Part.                   | Goles                   | Part.    | Goles    |
| ------------------------------------------- | ------------- | ------------- | ----- | ----- | ---------------- | ---------------- | ----------------------- | ----------------------- | -------- | -------- |
| Deportes Linares · Chile                    | 4.ª           | 2022          | 1     | 0     | 0                | 0                | 0                       | 0                       | 1        | 0        |
| Deportes Linares · Chile                    | Total club    | Total club    | 1     | 0     | 0                | 0                | 0                       | 0                       | 1        | 0        |
| Colchagua CD · Chile                        | 4.ª           | 2023          | 7     | -10   | 2                | -1               | 0                       | 0                       | 9        | -11      |
| Colchagua CD · Chile                        | Total club    | Total club    | 7     | -10   | 2                | -1               | 0                       | 0                       | 9        | -11      |
| Imperial Unido · Chile                      | 4.ª           | 2024          | 7     | -14   | 2                | 0                | 0                       | 0                       | 9        | -14      |
| Imperial Unido · Chile                      | Total club    | Total club    | 7     | -14   | 2                | 0                | 0                       | 0                       | 9        | -14      |
| Deportes Quillon · Chile                    | 4.ª           | 2025          | 14    | -28   | 0                | 0                | 0                       | 0                       | 14       | -28      |
| Deportes Quillon · Chile                    | Total club    | Total club    | 14    | -28   | 0                | 0                | 0                       | 0                       | 14       | -28      |
| Total carrera                               | Total carrera | Total carrera | 29    | -52   | 4                | -1               | 0                       | 0                       | 33       | -53      |
| (3) No incluye goles en partidos amistosos. |               |               |       |       |                  |                  |                         |                         |          |          |

## Palmarés

### Campeonatos nacionales
| Título                      | Club             | País  | Año  |
| --------------------------- | ---------------- | ----- | ---- |
| Tercera División A de Chile | Deportes Linares | Chile | 2022 |

## Vida Privada
Tiene familiares que Fueron Futbolistas profesionales, Mauro Donoso, Malcolm Moyano y Matias Villablanca.